# Christian Louboutin
Christian Louboutin (* 7. ledna 1963 Paříž) je francouzský módní návrhář luxusní obuvi. Jeho světoznámé modely se vyznačují především extrémně vysokým podpatkem a zářivě červenou podešví. V poslední době se též věnuje navrhování kabelek. Neopomenutelnou součástí jeho tvorby jsou v současnosti i pánské boty, stejně jako dámské baleríny.

## Osobní život
Christian se narodil v Paříži a již v mládí rád pozoroval obutí dam ve svém okolí. Vyrůstal v tradiční francouzské rodině se třemi staršími sestrami. Nebyl ale bezproblémovým dítětem, jeho podivnému chování předcházely obavy z toho, že je adoptovaný a ve své rodině nechtěný. Jeho dětství doprovázely útěky z domova a ve dvanácti letech dokonce odešel ze školy. Jeho život pak provází touha porušovat pravidla, která se v jeho tvorbě odráží ve výšce podpatku. Navrhoval dámské boty pro značku Chanel či Yves Saint Laurent. Mezi jeho zákazníky patří například zpěvačky Christina Aguilera, či Jennifer Lopez.

## Současnost
V současnosti tento návrhář vlastní více než 30 butiků a to např. ve Francii, Číně, Španělsku, Austrálii, Brazílii, Turecku či Rusku. Boty od tohoto návrháře jsou pak vždy originálním šperkem a jeden jeho originální pár může stát několik desítek tisíc korun.

## Slavní obdivovatelé značky
Za takové můžeme považovat např. Kylie Minogue, která tyto boty obula ve videoklipu k písni Two hearts. Filmová postava Carrie Bradshaw ze seriálu Sex ve městě je další z řady obdivovatelek této značky. Zpěvačka Jennifer Lopez pak dokonce svůj obdiv k této značce obuvi vykřičela do světa prostřednictvím písně nazvané výstižně Louboutins.

## Spor o červenou podrážku
V roce 2011 začal soudní spor mezi Christianem Louboutinem a módní značkou Yves Saint-Laurent. Spor začal v době, kdy značka YSL začala vyrábět lodičky černé barvy s červenou podrážkou. Tento prvek má však Christian Louboutin registrován a tak začal více než dva roky trvající spor o to, zda je v moci návrháře si přivlastnit barvu podrážky. Módní dům YSL argumentoval tím, že tento prvek byl v roce 1990 použit právě jimi, Louboutin se však bránil tím, že tento prvek je pro něj natolik charakteristický a pro jeho zákazníky natolik přitažlivý, že reprezentuje celou jeho tvorbu. Tento soudní spor nakonec vyhrál a tak právě jemu přísluší právo barvit lodičkám podešev červeně. Módní dům YSL vyšel bez postihu. Dnes můžeme na internetu najít několik desítek návrhů podnikavých dam, jenž si tyto luxusní boty nemohou dovolit a tak pověstnou červenou podrážku napodobují u jakýchkoli bot například červeným lakem na nehty.